# إيغور دميترييفيتش نوفيكوف
إيغور دميترييفيتش نوفيكوف (من مواليد 10 نوفمبر 1935) هو عالم فيزياء فلكية نظري وعالم كونيات روسي (سابقا سوفيتي).
طرح نوفيكوف فكرة الثقوب البيضاء في عام 1964. كما صاغ مبدأ نوفيكوف الاتساق الذاتي في منتصف الثمانينيات، وهو مساهمة في نظرية السفر عبر الزمن.
انتقل نوفيكوف إلى كوبنهاغن، الدنمارك، حيث كان يعمل ويدرس في معهد نيلز بور.